# Ryza Cenon
Ryza Cenon, de son vrai nom Rhiza Ann Cenon Simbulan, est une actrice et modèle philippine née le 21 décembre 1987 dans la province de Nueva Ecija (Philippines)

## Filmographie  partielle

### À la télévision
- 2016 : Ika 6 na Utos (série TV) : Georgia Ferrer / Athena Francisco
- 2016 : Sinungaling Mong Puso (série TV) : Leda Robles-Aguirre
- 2016 : Alyas Robin Hood (série TV) : Nancy Benitez
- 2015 : Buena Familia (série TV) : Vaness Castro
- 2015 : Kailan Ba Tama ang Mali? (série TV) : Margarita "Rita" Barcial
- 2013 : Adarna (série TV) : Mikay
- 2013 : Indio (série TV) : Isabel Alfonso
- 2012 : Luna Blanca: Ang Ikalawang Yugto (série TV) : Ashley Alvarez
- 2011 : Machete (série TV) : Marla Lucero / Aginaya / Bugana
- 2010 : Koreana (série TV) : Darlene Roces
- 2007 : Fantastic Man (série TV) : Wena / Fantastic Girl
- 2006 : Majika (série TV) : Sara / Pria
- 2005 : Darna (série TV) : 	Louella / Divas Impaktitas

### Au cinéma
- 2016 : Enteng Kabisote 10 and the Abangers : Georgia Ferrer[2]
- 2016 : Ang Manananggal sa Unit 23B : Jewel[3]
- 2012 : Migrante : Mila
- 2006 : Lovestruck : Myka